# Paradidyma bicincta
Paradidyma bicincta là một loài ruồi trong họ Tachinidae.